# Benguela-Belize Lobito-Tomboco
Benguela-Belize Lobito-Tomboco (BBLT) is een project van vier olievelden 80 km voor de kust van Cabinda, Angola in blok 14. De operator is Cabinda Gulf Oil Company (CABCOG), een dochteronderneming van Chevron.
De velden Benguela en Belize werden ontdekt in 1998, Lobito en Tomboco in 2000. In de eerste fase van het project werd het Benguela-Belize-platform geplaatst, de eerste compliant tower buiten de Golf van Mexico. De velden Lobito en Tomboco produceren via onderzeese pijpleidingen (tiebacks) naar dit platform. Deze pijpleidingen werden in fase twee geplaatst.
De compliant toren bestaat uit twee delen. De basistoren werd gebouwd bij Kiewit Offshore in Corpus Christi en de boventoren bij Gulf Marine Fabricators in Ingleside. De deksecties werden gebouwd bij DSME in Zuid-Korea. De installatie van de torens en het dek werd uitgevoerd door Heerema in 2005. Begin 2006 begon de productie.

## Tewaterlating basistoren
Op 15 april 2005 werd de basistoren van de bak H 851 te water gelaten, die daarvoor in de voorgaande 24 uur dusdanig achterover was geballast dat deze voor de helft onder water was verdwenen. De basistoren is de onderste 250 meter hoge toren van de uiteindelijk totaal meer dan 400 meter hoge toren. Het kraanschip dat gedeeltelijk te zien is, is de Thialf.

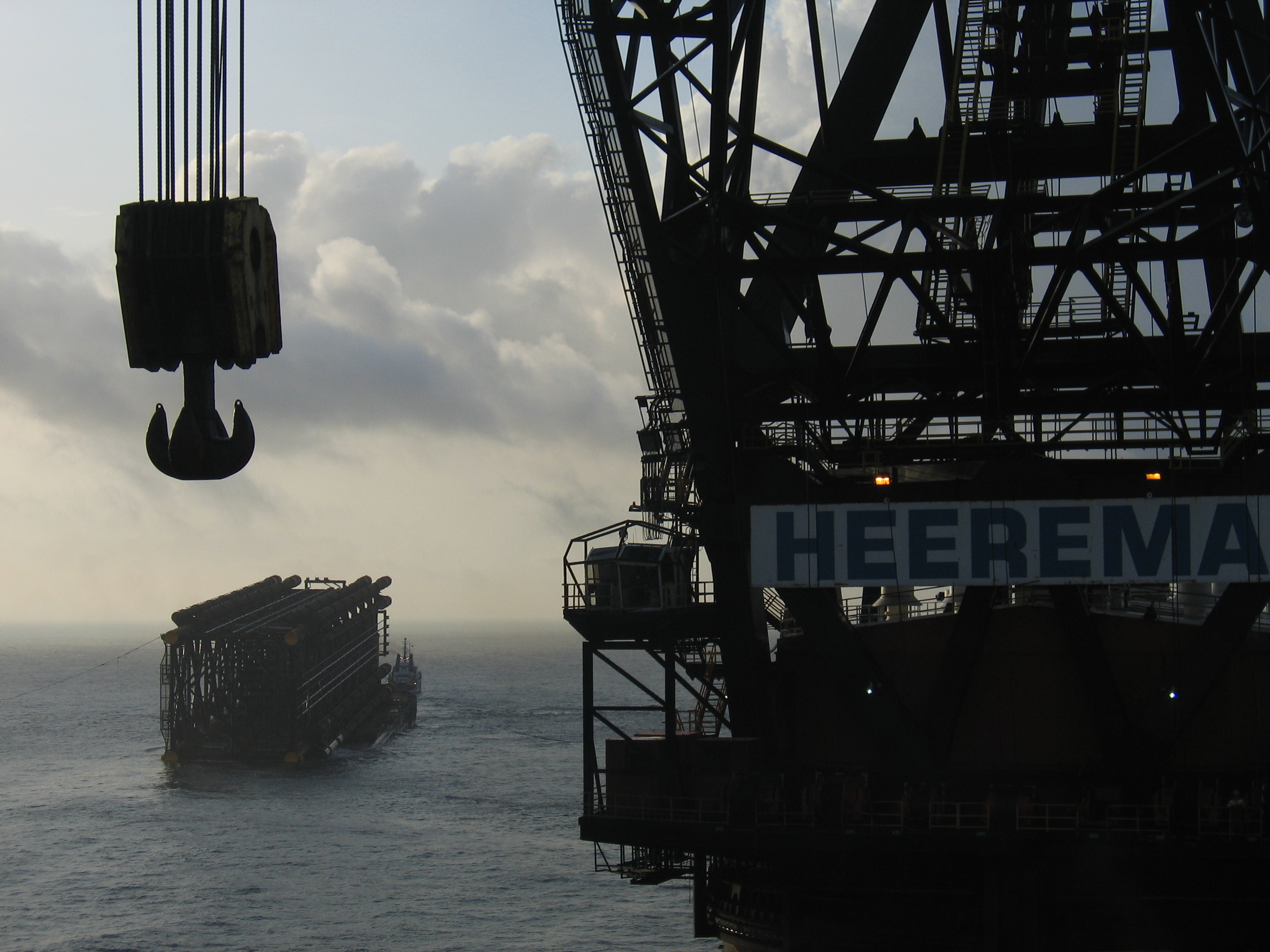
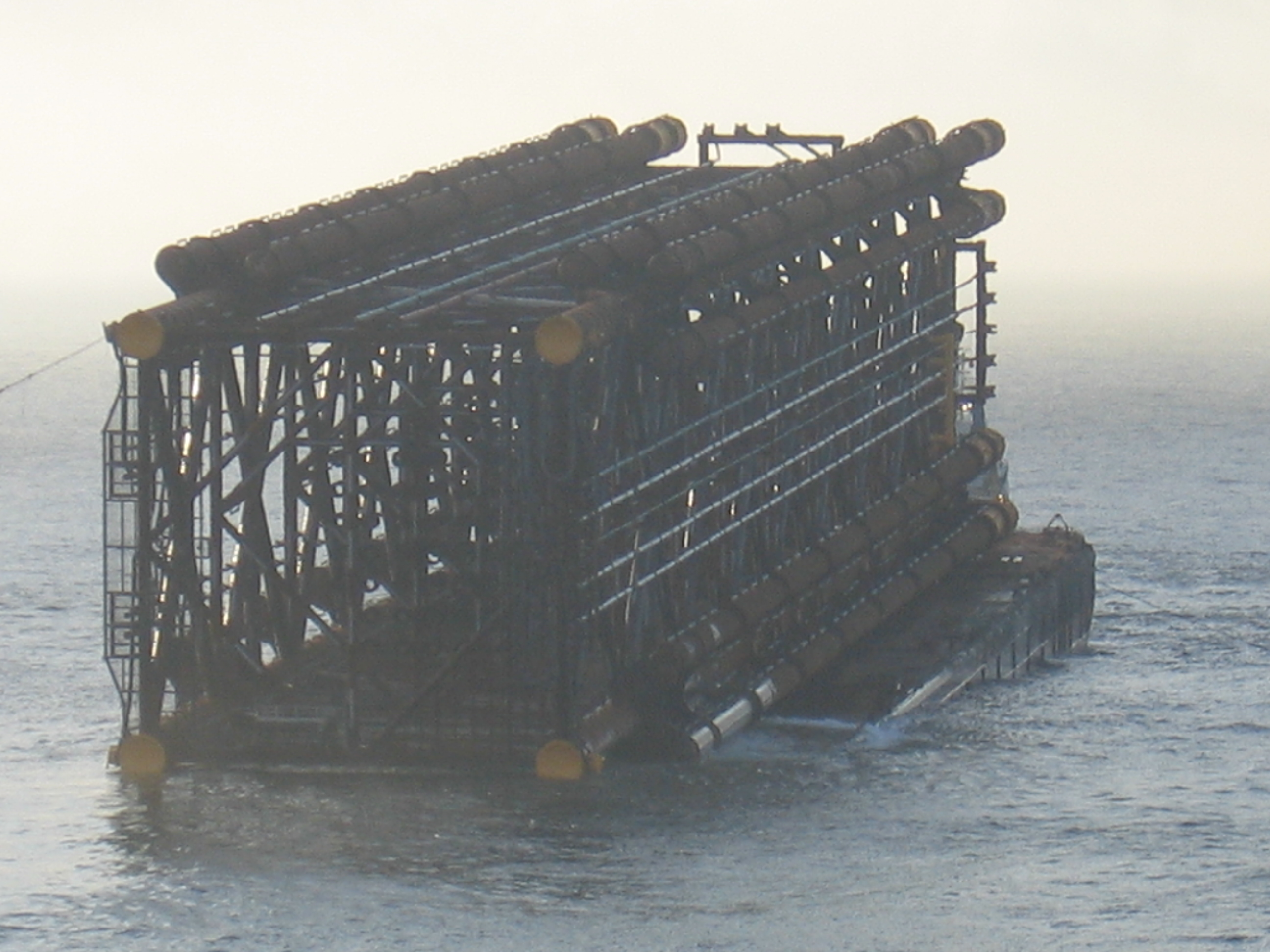
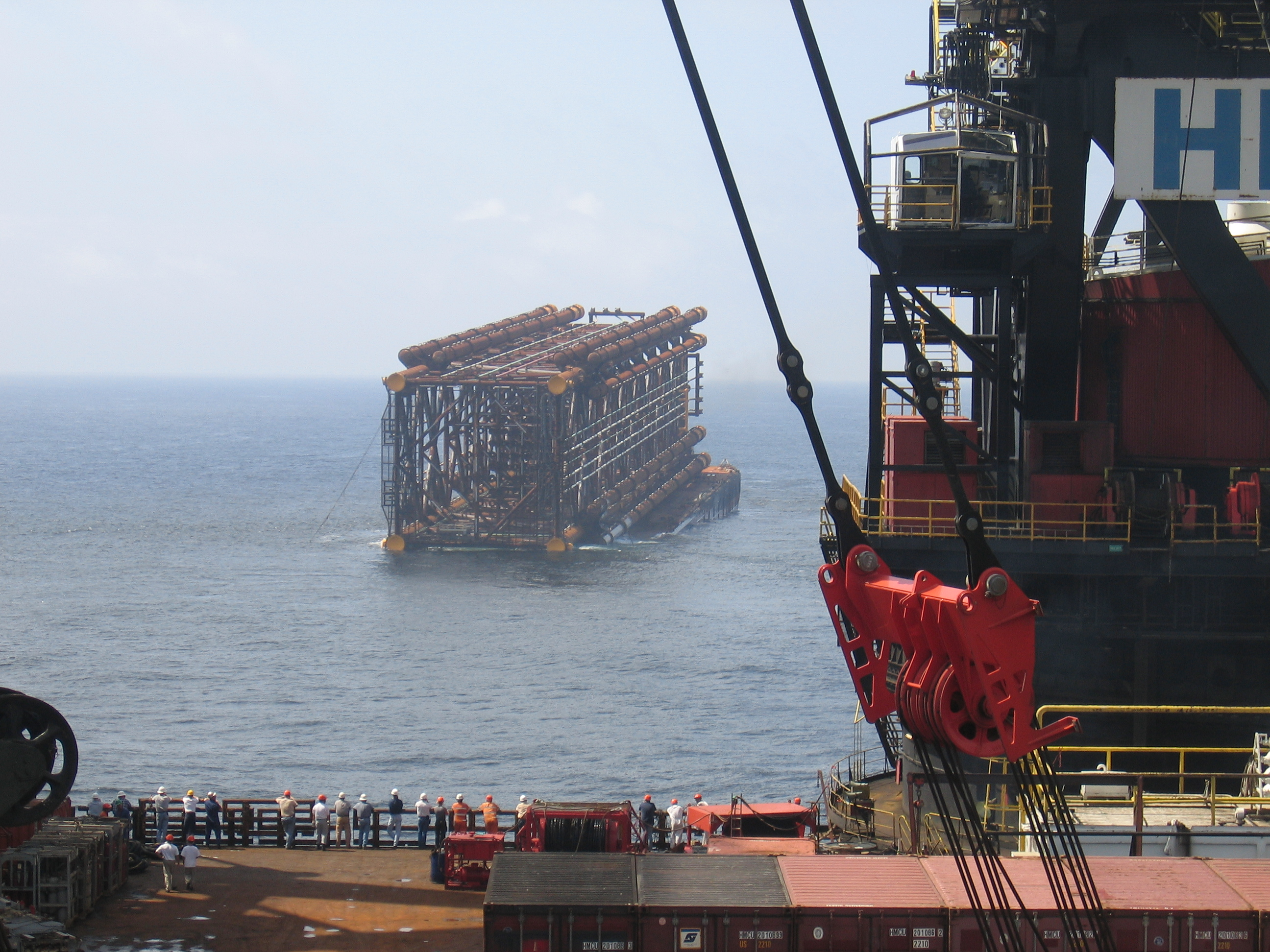
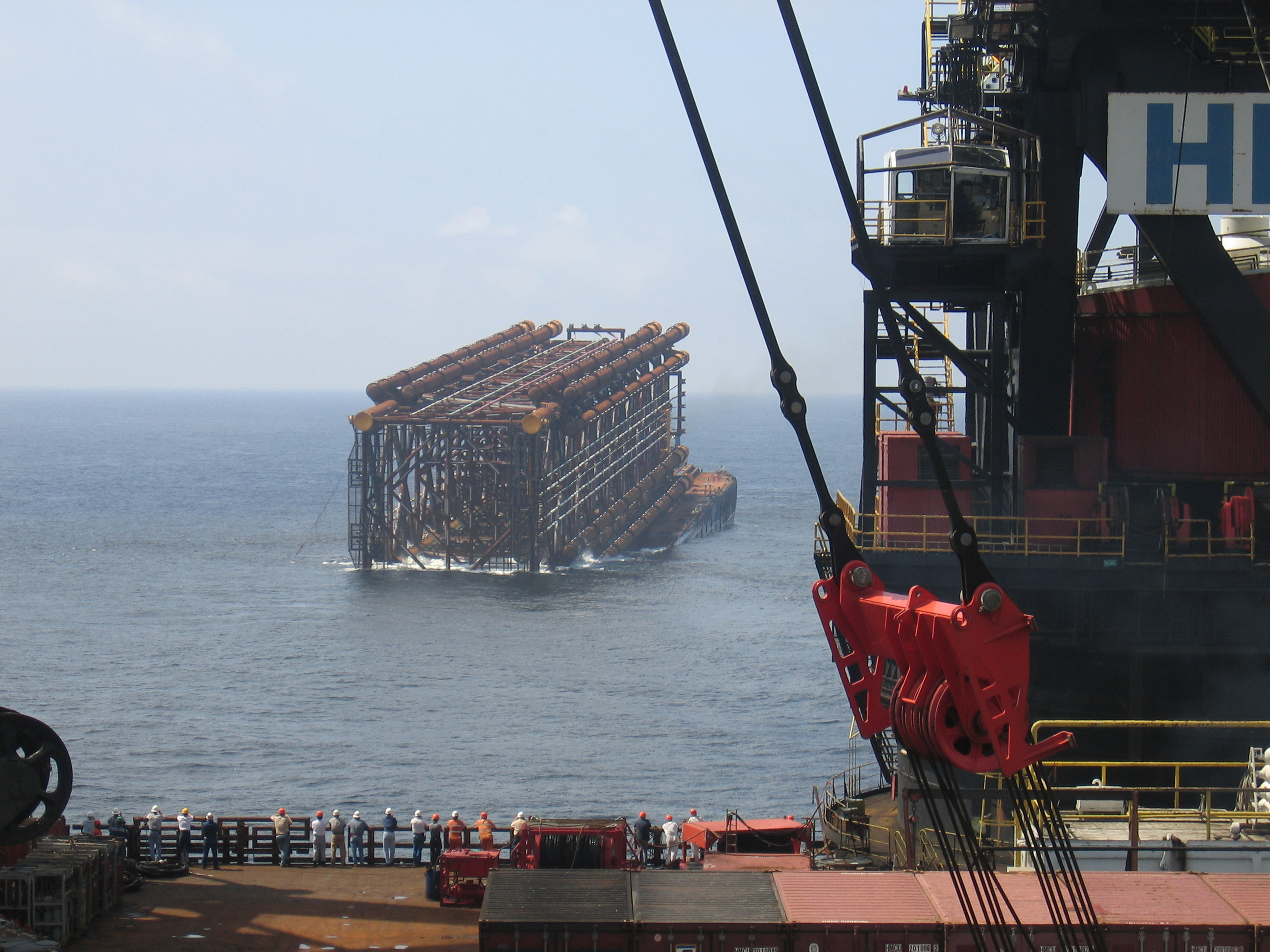
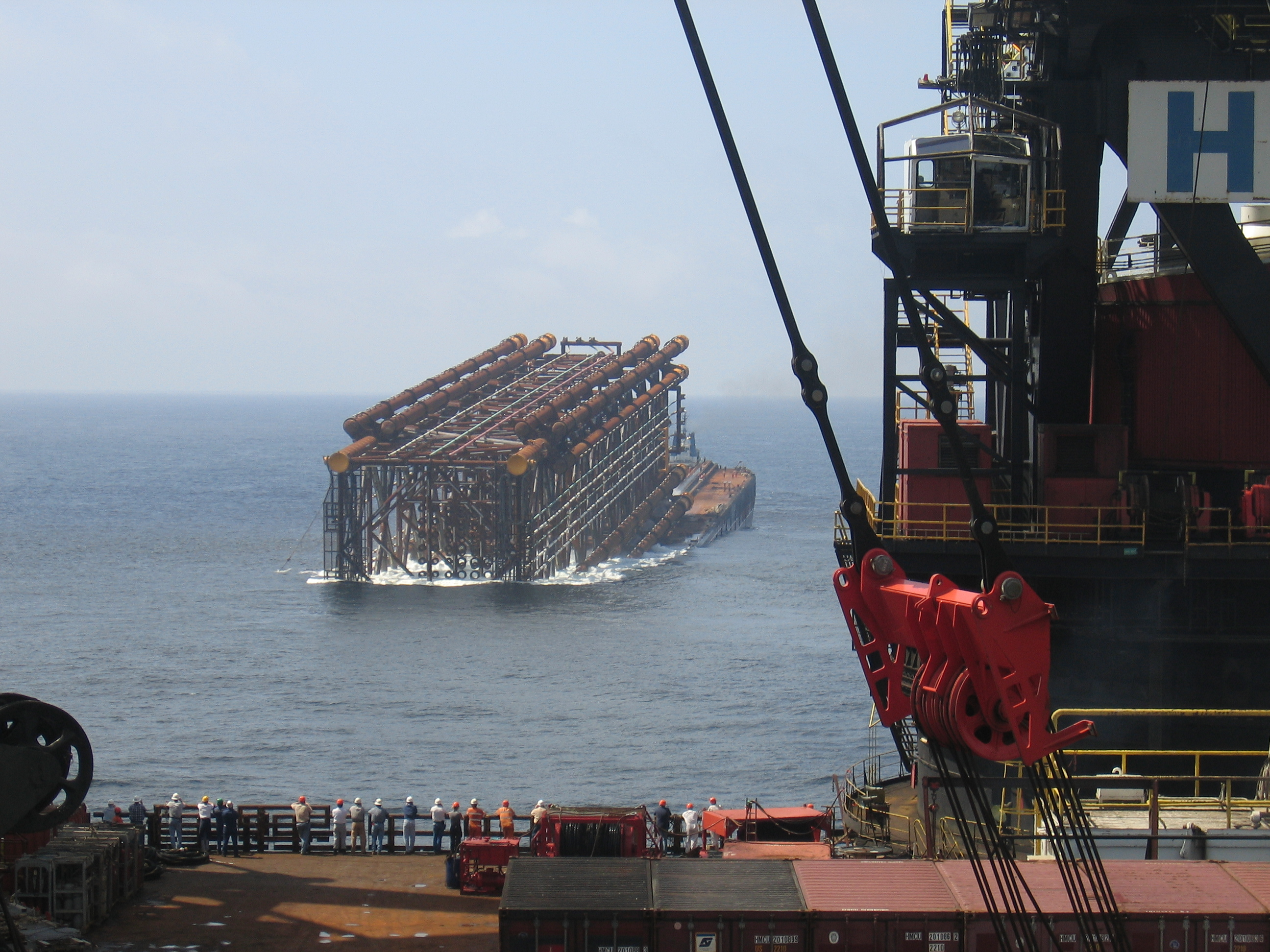
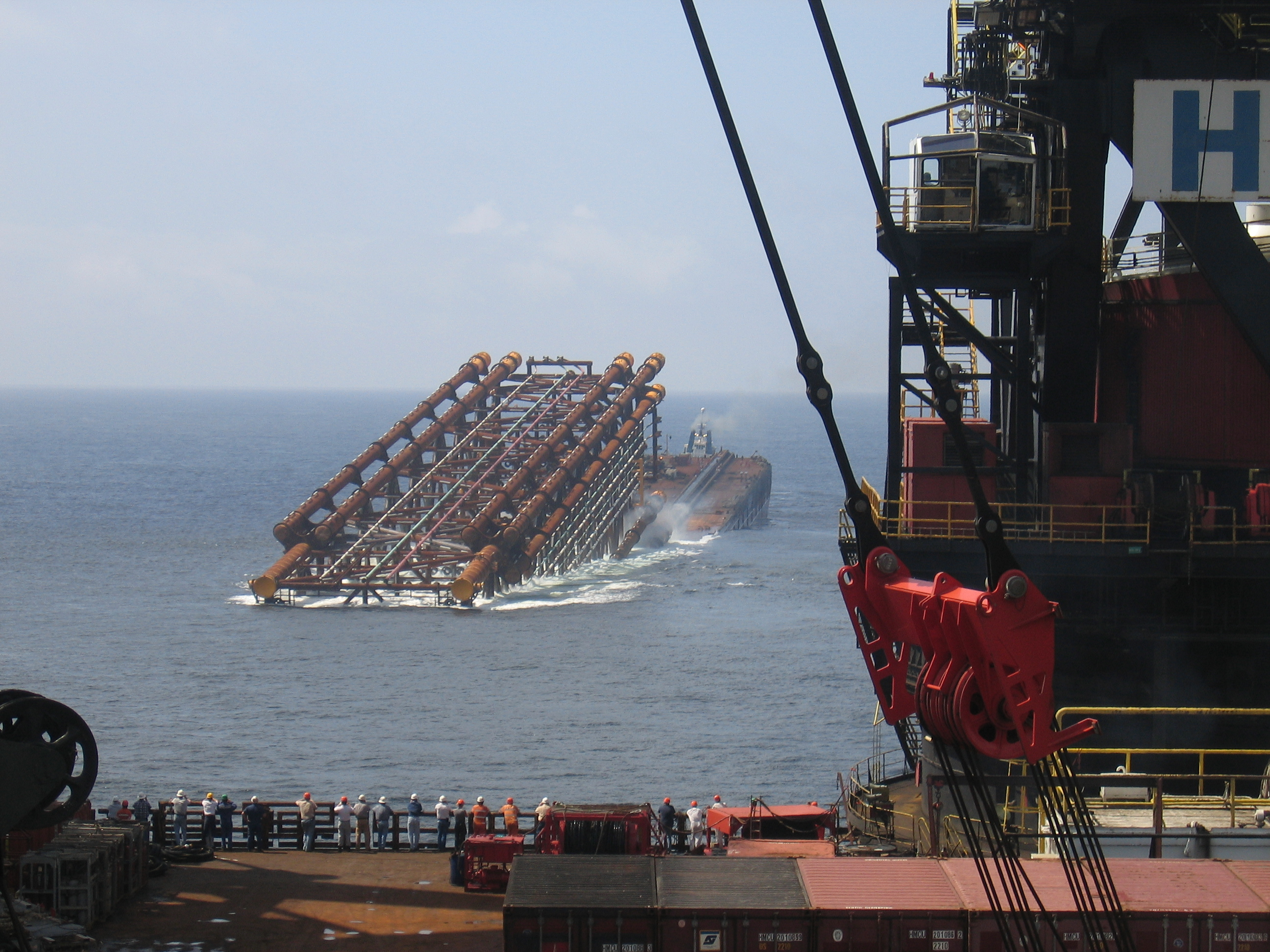
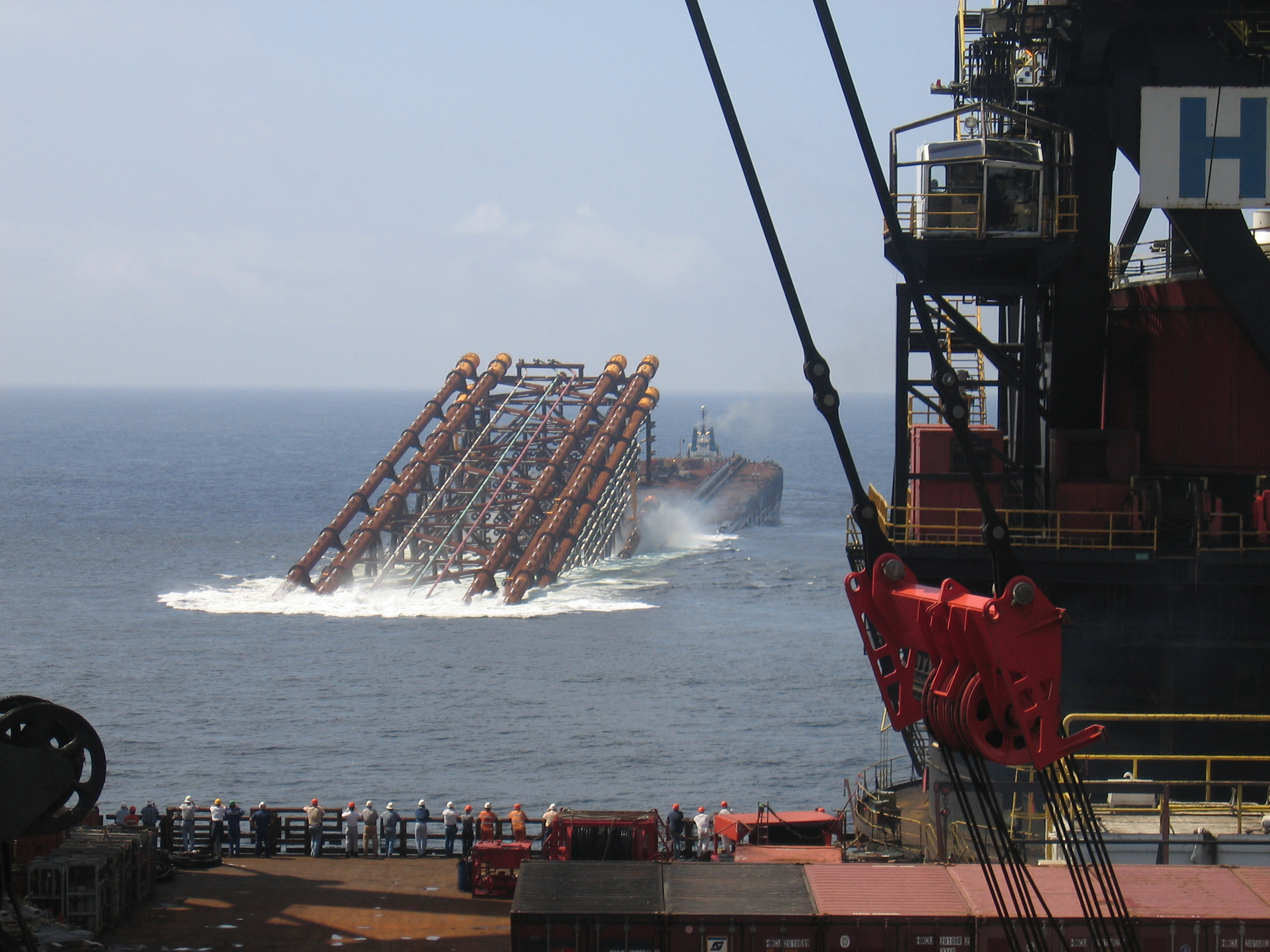
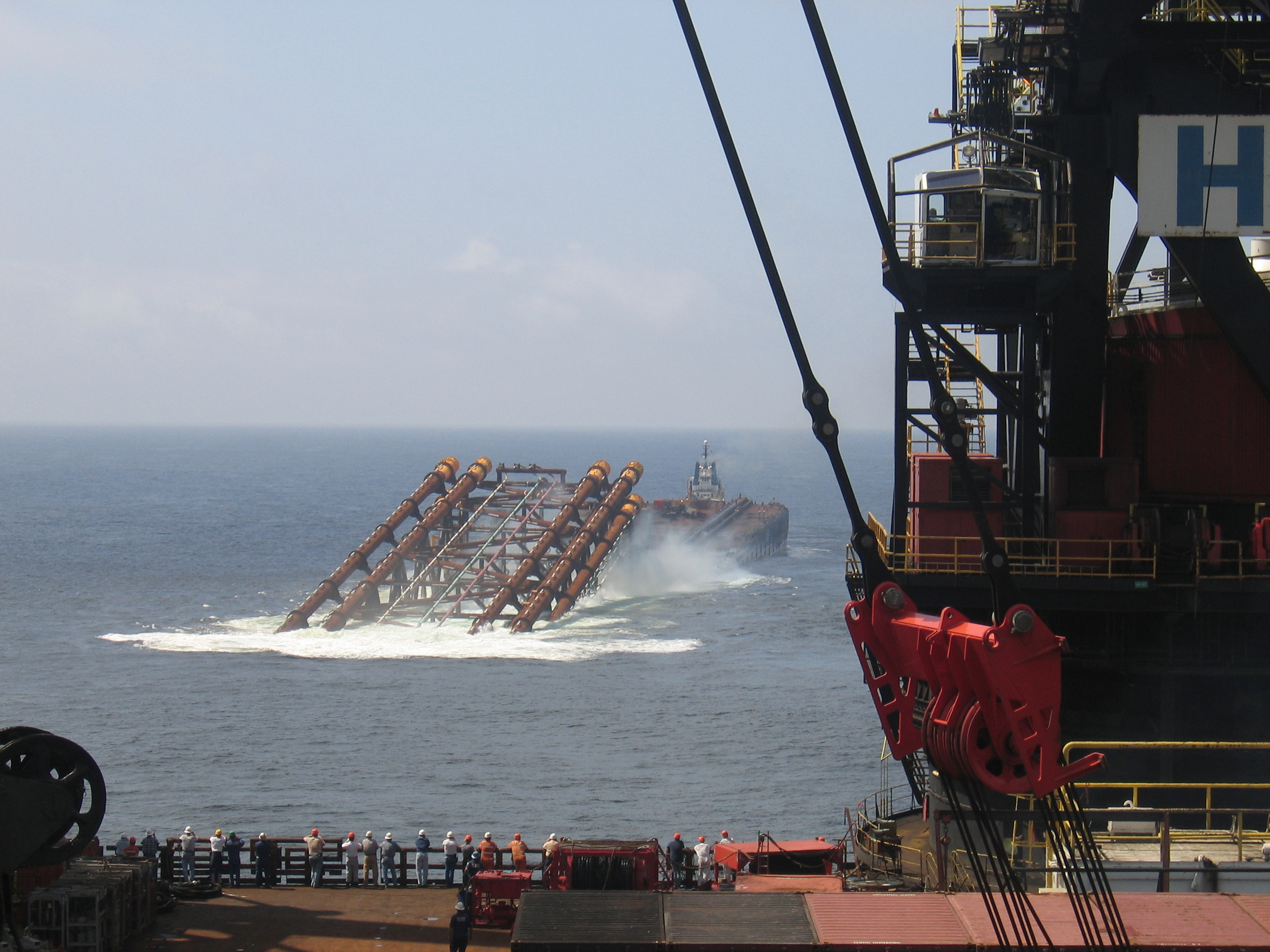
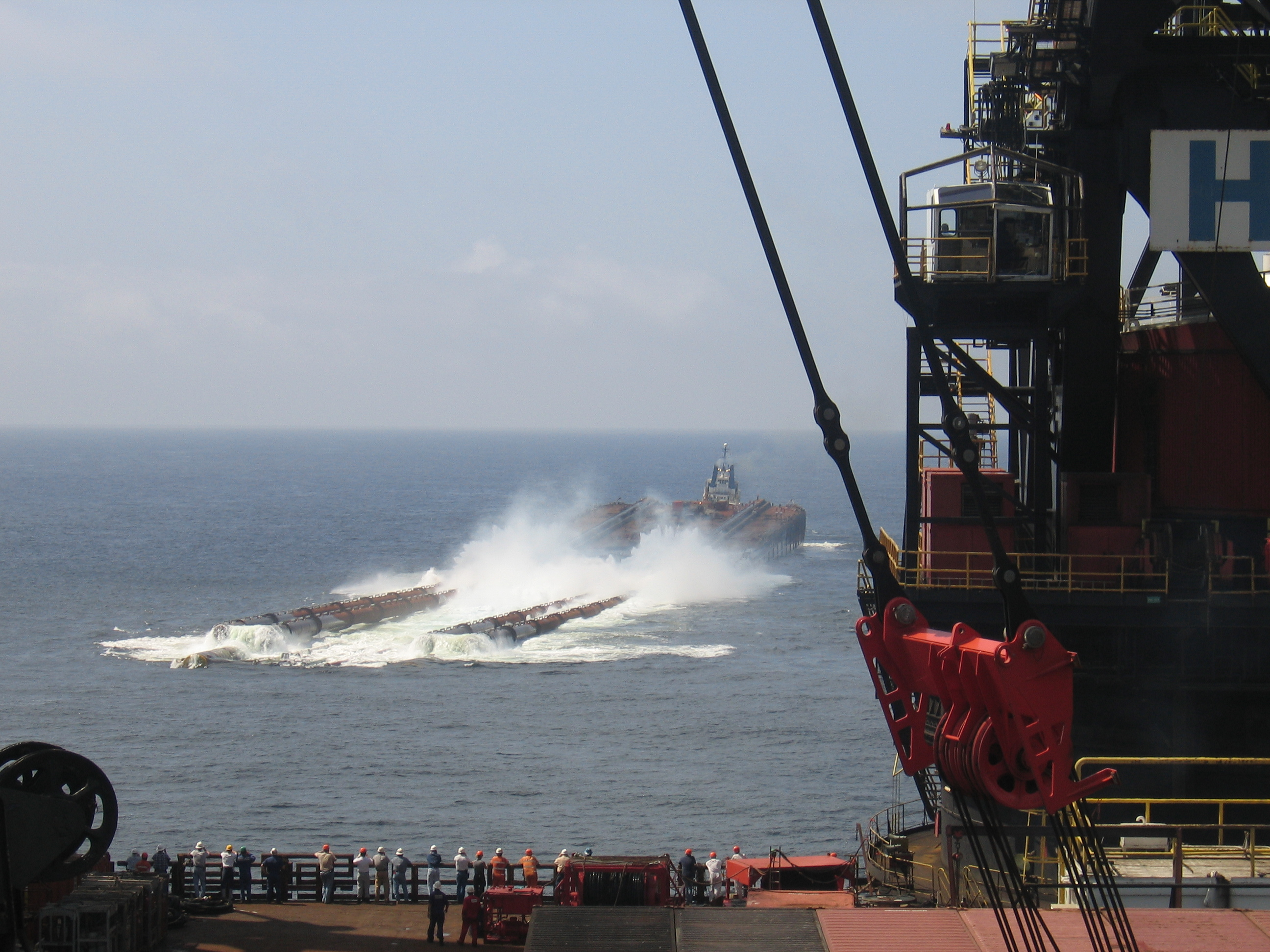
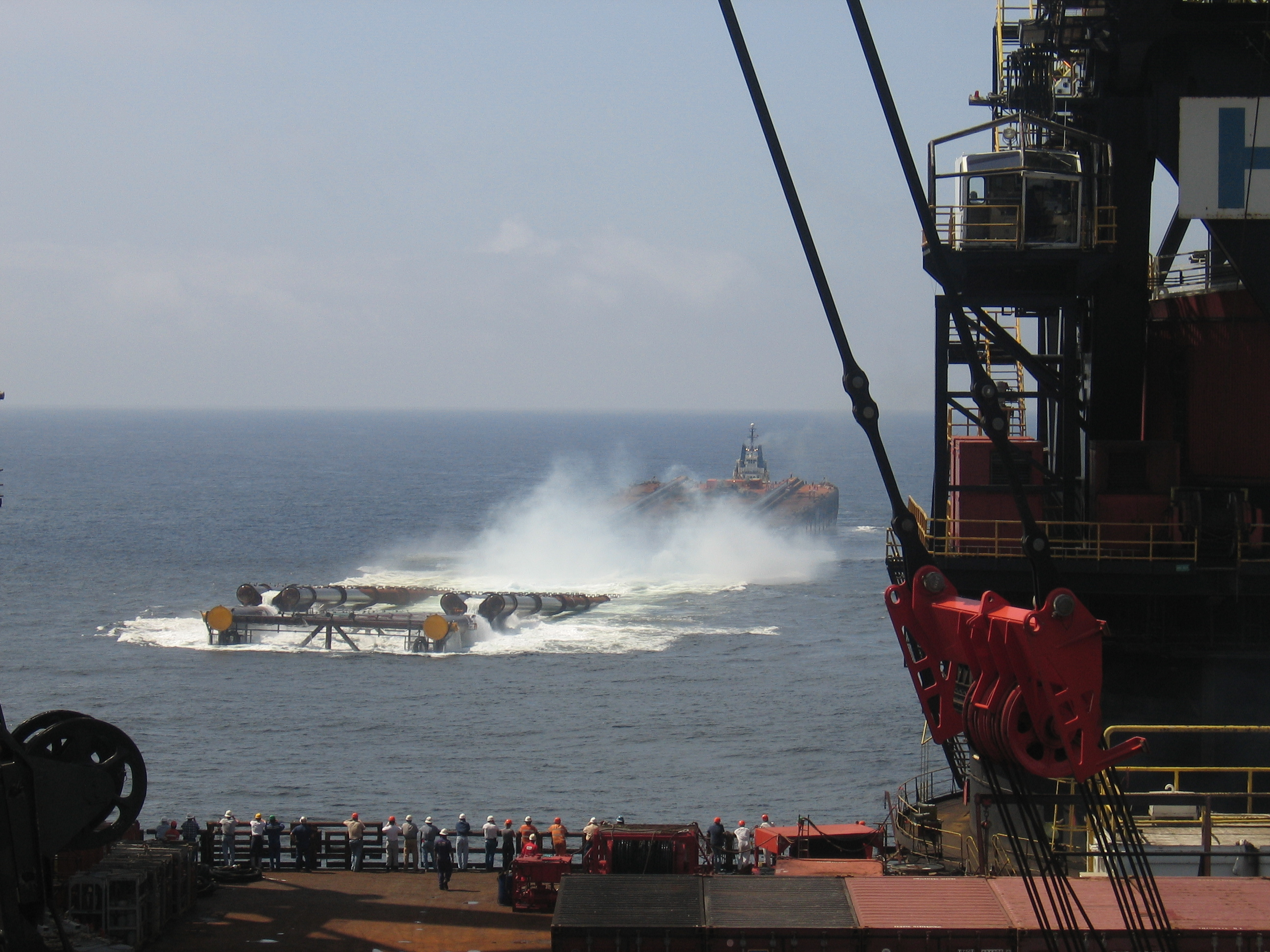
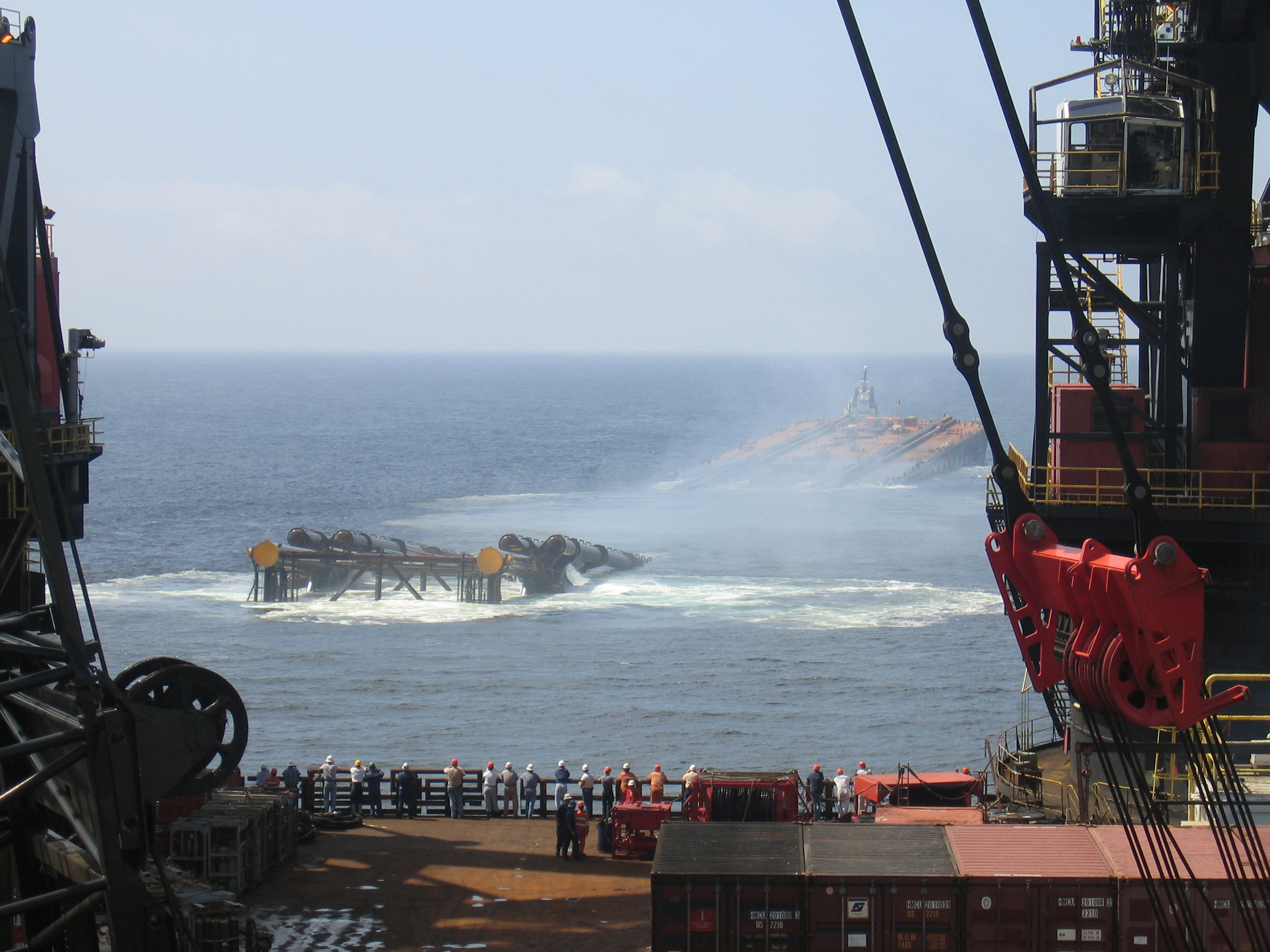
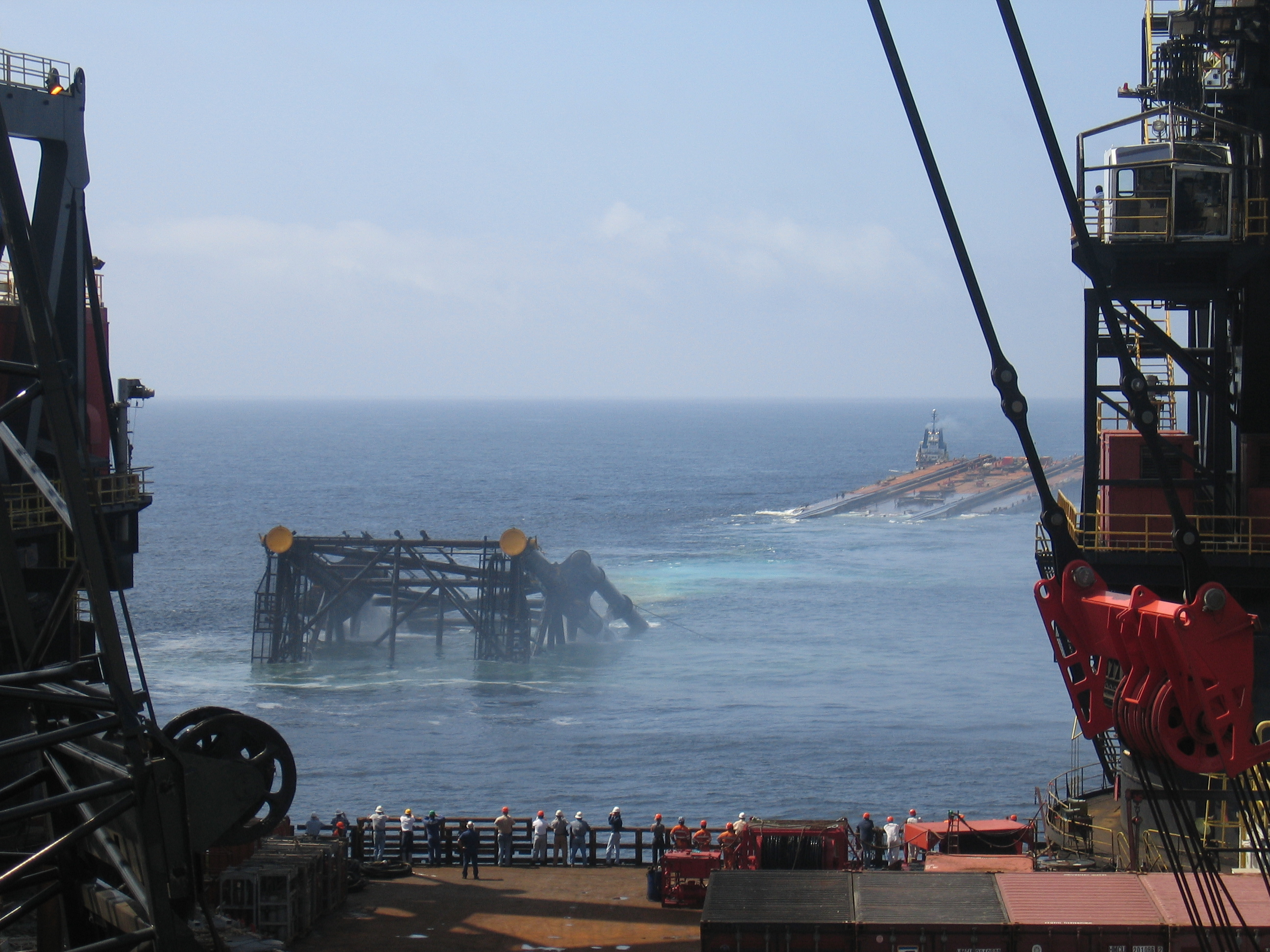
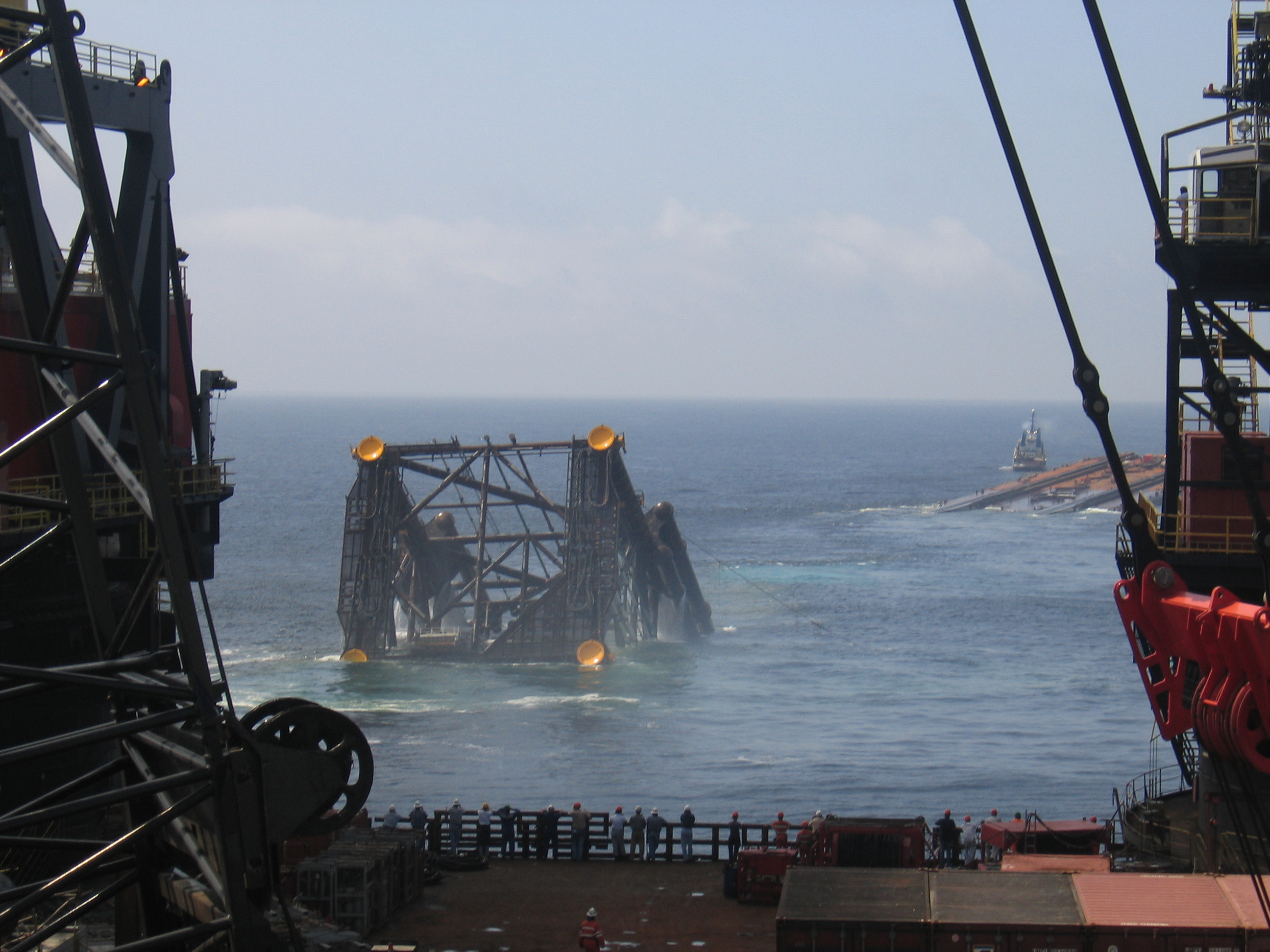
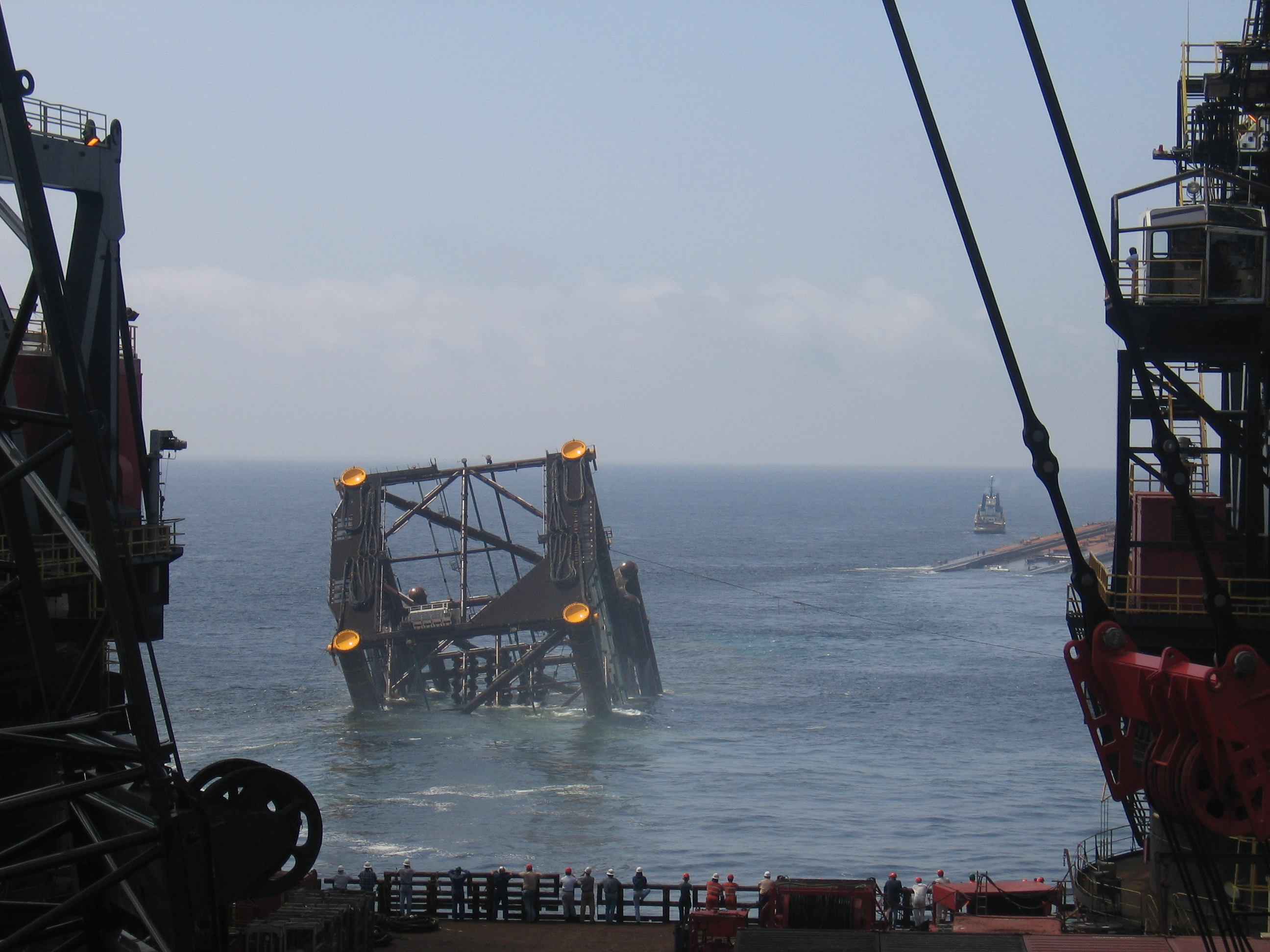
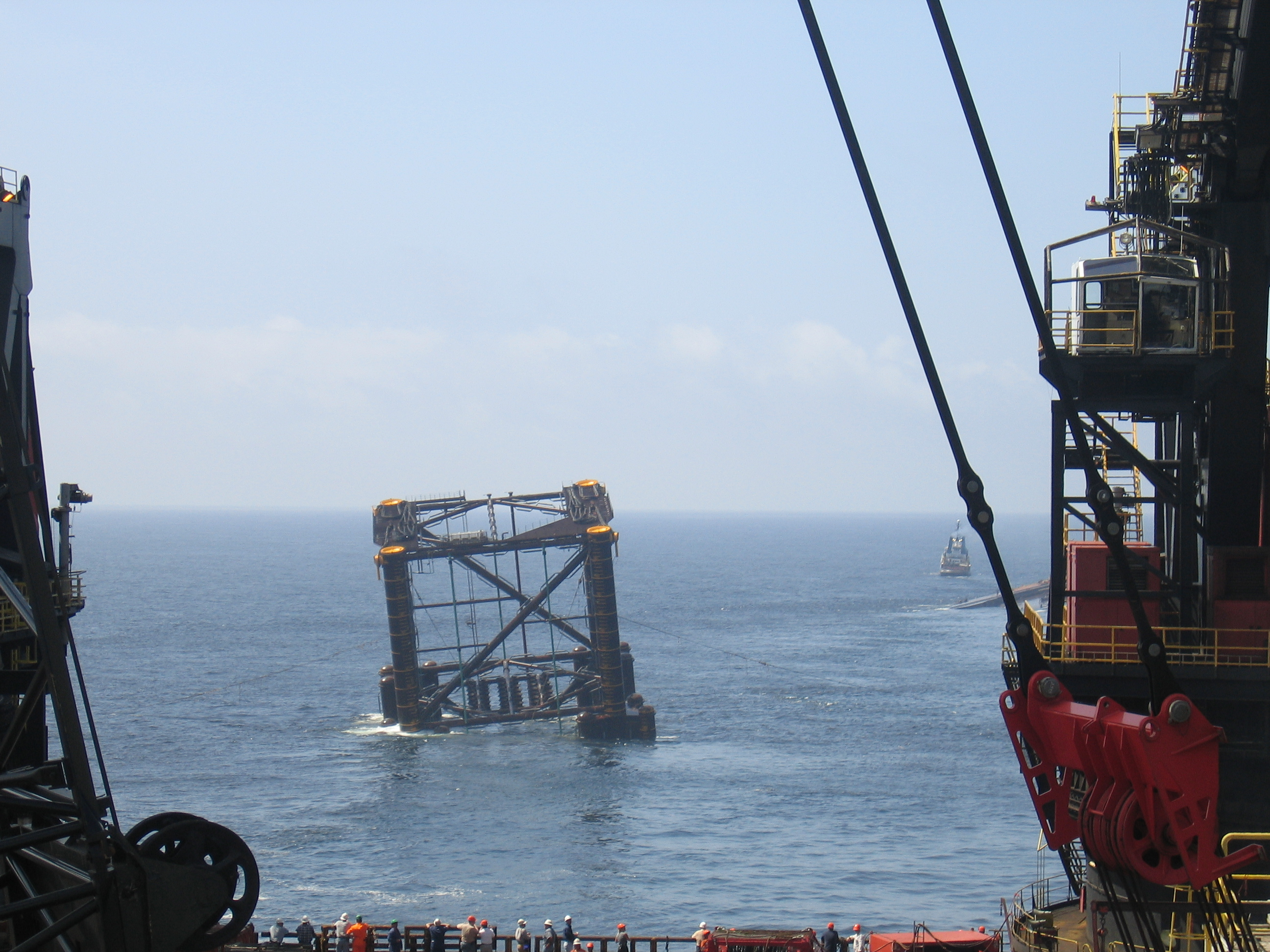
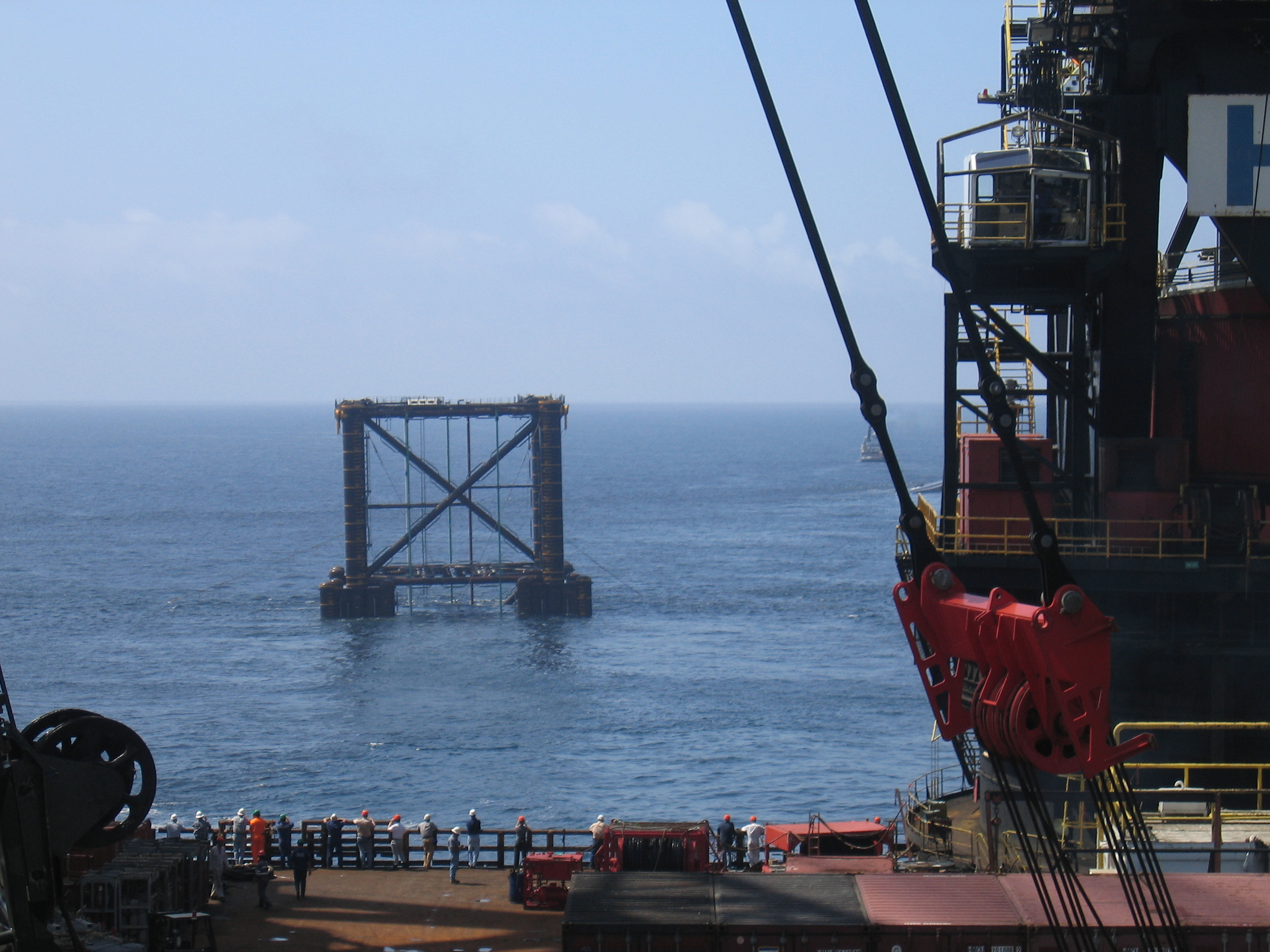